# Jean-Joseph Paillet
Jean-Joseph Paillet est un homme politique français né le 25 février 1748 à Verdun (Meuse) et décédé le 20 avril 1836 au même lieu.

## Biographie
Militaire de 1765 à 1773, il devient ensuite juge au tribunal de district de Verdun, commissaire près le tribunal criminel de la Meuse. Il est député de la Meuse de 1791 à 1792, puis est élu au Conseil des Anciens le 23 vendémiaire an IV. Il est de nouveau député de la Meuse de 1809 à 1815.

## Sources
- Ressource relative à la vie publique :   - Base Sycomore
- « Jean-Joseph Paillet », dans Adolphe Robert et Gaston Cougny, Dictionnaire des parlementaires français, Edgar Bourloton, 1889-1891 [détail de l’édition]